# Stenalcidia
Stenalcidia is een geslacht van vlinders van de familie spanners (Geometridae), uit de onderfamilie Ennominae.

## Soorten
- S. addendaria Grossbeck, 1908
- S. atristrigaria Barnes & McDunnough, 1913
- S. biniola Dognin, 1900
- S. binotata Warren, 1907
- S. cariaria Schaus, 1897
- S. castaneata Warren, 1907
- S. celosoides Dognin, 1895
- S. cervinifusa Dognin, 1906
- S. congruata Walker, 1865
- S. constipata Dognin, 1908
- S. contempta Prout, 1931
- S. conveniens Dognin, 1907
- S. cretaria Bastelberger, 1908
- S. curvifera Dognin, 1906
- S. defimaria Guenée, 1858
- S. delgada Dognin, 1895
- S. despecta Prout, 1910
- S. differens Warren, 1897
- S. dimidiaria Guenée, 1858
- S. dukinfeldia Schaus, 1897
- S. elongaria Snellen, 1874
- S. farinosa Warren, 1897
- S. fumibrunnea Warren, 1904
- S. fusca Warren, 1897
- S. gofa Dognin, 1895
- S. grisea Warren, 1900
- S. guttata Warren, 1904
- S. illaevigata Maassen, 1890
- S. illineata Dognin, 1906
- S. inclinataria Walker, 1860
- S. invenusta Dognin, 1904
- S. junctilinea Warren, 1901
- S. lacra Dognin, 1895
- S. latimedia Warren, 1904
- S. mergiata Felder & Rogenhofer, 1875
- S. micaya Dognin, 1900
- S. nigrilineata Dognin, 1900
- S. nitens Warren, 1906

- S. nitidaria D. Jones
- S. ocularia Barnes & McDunnough, 1916
- S. odysiata Snellen, 1874
- S. pallida Dognin, 1918
- S. pampinaria Guenée, 1858
- S. pergriseata Warren, 1901
- S. perstrigata Warren, 1897
- S. piperacea Dognin, 1912
- S. plenaria Walker, 1860
- S. plexilinea Dognin, 1909
- S. plumosa Warren, 1908
- S. praeparata Prout, 1910
- S. pseudocculta Dognin, 1900
- S. pulverosa Warren, 1897
- S. quisquilaria Guenée, 1858
- S. robusta Warren, 1901
- S. roccaria Oberthür, 1883
- S. rotunda Prout, 1910
- S. sanguistellata Schaus, 1933
- S. sincera Schaus, 1901
- S. spilosata Dognin, 1912
- S. tristaria Schaus, 1901
- S. udeisata Bastelberger, 1908
- S. unidentifera Dyar, 1913
- S. vacillaria Guenée, 1857
- S. viridigrisea Bastelberger, 1909
- S. warreni Dognin, 1911